# 朱昴
朱昴（1468年—？），字文宿，直隸松江府華亭縣人，民籍，明朝政治人物。

## 生平
弘治十四年（1501年）辛酉科應天鄉試第九十四名舉人，十五年（1502年）中式壬戌科會試第七十名，三甲第一百四十二名進士。授行人司行人，正德六年（1511年）十二月升山東道監察御史，九年（1514年）巡視居庸關，十年（1515年）巡按廣東，十二年（1517年）正月升廣東按察司僉事。

## 家族
曾祖朱信，工部郎中；祖父朱迪哲，縣丞；父朱寬，監生。母秦氏。慈侍下。兄朱旻、朱旦。